# Simulium griseum
Simulium griseum es una especie de insecto del género Simulium, familia Simuliidae, orden Diptera.
Fue descrita científicamente por Coquillett, 1898.